# 刈
刈（かり・苅）とは、田の面積の単位。束刈（そくかり）・束把刈（そくはかり）とも称し、稲束1つが収穫できる面積をもって1刈とする。把（わ）とセットで用いられる場合が多い。
大化以前より、東北地方や北陸地方などにおいて同様の性格を有する代（しろ）と併用されていたとされ、律令制においては町反歩制が導入されたために公式には用いられなくなったものの、民間の慣習として残った。ただし、町反歩との換算が確立した代と異なり、刈は稲束1束を基準とする慣習に基づいて計測された。
中世の鎌倉時代に入り律令制が形骸化すると、再び広く用いられ始め、東北・北陸地方をはじめ、畿内などの他地域においても刈を単位とした土地の売買文書が見られるようになった。戦国時代には知行地の表示に貫高制と併用して刈高制を採用する地域も見られ、例えば越後上杉氏では、100刈を1反とみなして検地や徴税に用いた。
近世に石高制が導入されると、再び使われなくなるが、それでも6把＝1束収穫できる土地を1刈と称する刈詰（かりつめ）と呼ばれる慣習が残る地域もあった。
基本的な考え方として把の整数倍が刈に相当するが、その換算が地域によって異なっていた（6把＝1刈、10把＝1刈など）。そもそも把そのものが稲刈りの際に両手の親指と中指によってつかむことが出来る稲の量という不安定な基準に基づいており、その結果、時代や地域によって同じ1刈でも実際の面積に差が生じた。そのため、1反に換算する場合にも300刈・350刈・600刈など、地域によってまちまちであったが、室町時代以後にはほとんどの地域において1反＝100刈とされた。